# Élection présidentielle américaine de 1940 dans le Vermont
L'élection présidentielle américaine de 1940 dans le Vermont a lieu le 5 novembre 1940 comme dans les 47 autres États qui composent alors les États-Unis. Les électeurs vermontois choisissent des grands électeurs pour les représenter dans le collège électoral à travers un vote populaire. Le Vermont possède en 1940 3 grands électeurs. L'État donne l'ensemble de ses grands électeurs au candidat du Parti républicain Wendell Willkie. 
Le candidat vainqueur de ce scrutin dans tout le pays sera néanmoins le candidat démocrate Franklin Delano Roosevelt, qui entamera un troisième mandat à la présidence des États-Unis. 